# 제네바 (일리노이주)

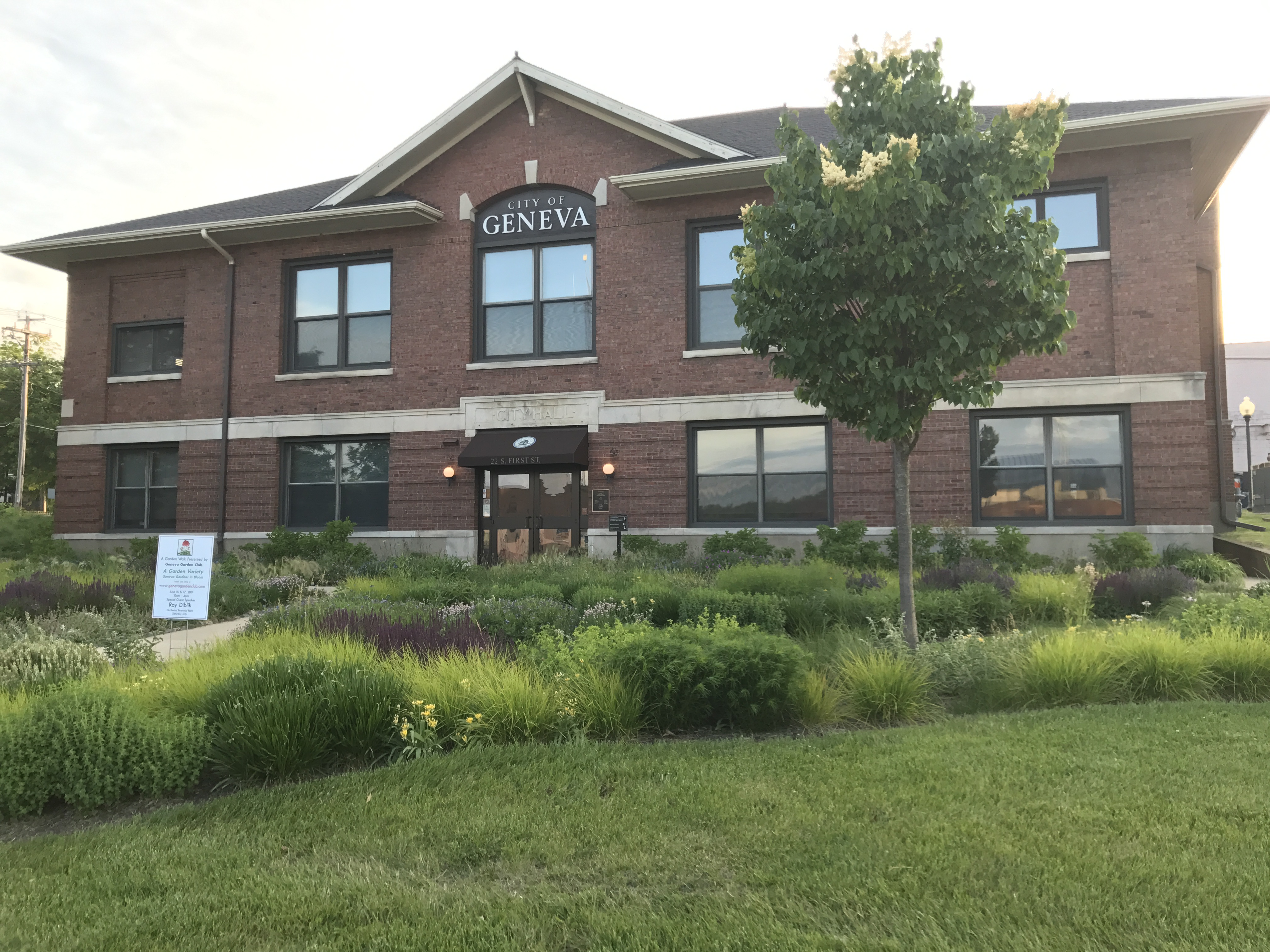

제네바(Geneva)는 미국 일리노이주 케인군의 도시이자 군청 소재지이다. 시카고 교외 지역의 서쪽에 위치해 있다. 2020년 미국 인구 조사에 따르면 이 지역의 인구 수는 21,393명이다.

## 인구
| 인구조사              | 인구   | Note | %±     |
| --------------------- | ------ | ---- | ------ |
| 1860년                | 997    |      | —      |
| 1880년                | 1,239  |      | —      |
| 1890년                | 1,692  |      | 36.6%  |
| 1900년                | 2,446  |      | 44.6%  |
| 1910년                | 3,006  |      | 22.9%  |
| 1920년                | 3,327  |      | 10.7%  |
| 1930년                | 4,607  |      | 38.5%  |
| 1940년                | 4,101  |      | −11.0% |
| 1950년                | 5,139  |      | 25.3%  |
| 1960년                | 7,646  |      | 48.8%  |
| 1970년                | 9,049  |      | 18.3%  |
| 1980년                | 9,881  |      | 9.2%   |
| 1990년                | 12,617 |      | 27.7%  |
| 2000년                | 19,515 |      | 54.7%  |
| 2010년                | 21,495 |      | 10.1%  |
| 2020년                | 21,393 |      | −0.5%  |
| U.S. Decennial Census |        |      |        |

## 저명한 출신
- 가워 챔피언: 극 감독
- 조안 테일러: 이탈리아계 미국인 텔레비전 및 영화 배우
- 밥 우드워드: 저자이자 기자